# Мидрино
Ми́дрино (болг. Мъдрино) — село в Бургаській області Болгарії. Входить до складу общини Карнобат.

## Населення
За даними перепису населення 2011 року у селі проживали 92 особи.
Розподіл населення за віком у 2011 році:
Динаміка населення: